# General Lamadrid megye
General Lamadrid egy megye Argentína északnyugati részén, La Rioja tartományban. Székhelye Villa Castelli.

## Népesség
A megye népessége a közelmúltban a következőképpen változott:
| Év   | Lakosság |
| ---- | -------- |
| 2001 | 1712     |
| 2010 | 1734     |